# Museu Grévin – Forum des Halles
El Museu Grévin – Fòrum des Halles va ser un museu de cera localitzat en les Halles de París, nivell 1, en el 1r districte de París al número 1 del carrer Pierre Lescot, París, França. Va obrir el 1981 i va tancar el 1996.
El museu era un annex del Museu Grévin, dedicat a la vida de la Belle Époque (1885-1900). Va presentar 21 escenes animades amb efectes de so.